# Camí de Bernils (Sant Quirze Safaja)
El Camí de Bernils és una pista rural asfaltada del terme municipal de Sant Quirze Safaja, a la comarca del Moianès.
Arrenca del costat de l'església parroquial de Sant Quirze Safaja, des d'on s'adreça cap al nord-oest, fent giragonses per tal de guanyar alçada. Passa pel vessant de llevant del Turó del Pi Gros, després arriba al costat de llevant de la masia de Can Riera, travessa el Pla de Can Riera, sempre carenant pel cim de la Serra de Bernils, va a buscar la Corona, travessa pel mig de Serratacó (ponent) i Serracarbassa (llevant), i arriba, finalment, a Barnils.